# أوزفالدو هرنانديز
أوزفالدو هرنانديز (بالإيطالية: Osvaldo Hernández) (11 يوليو 1970 في كوبا - ) هو لاعب كرة طائرة شاطئية ولاعب كرة طائرة إيطاليا وكوبا في مركز مهاجم ‏. شارك في الألعاب الأولمبية الصيفية 1996 والألعاب الأولمبية الصيفية 2000 والألعاب الأولمبية الصيفية 1992. ولعب مع Pallavolo Pineto ‏.

## وصلات خارجية
- أوزفالدو هرنانديز على موقع الاتحاد الأوروبي (الإنجليزية)
- أوزفالدو هرنانديز على موقع دوري الدرجة الأولى الإيطالي للكرة الطائرة - رجال (الإيطالية)
- أوزفالدو هرنانديز على موقع أوليمبيديا (الإنجليزية)